# 28 リバティ・ストリート
28 リバティ・ストリート (28 Liberty Street) はニューヨーク市マンハッタン区フィナンシャル・ディストリクトに建つ超高層ビルである。旧称はかつての所有者の銀行名（チェース・マンハッタン）を冠するワン・チェース・マンハッタン・プラザ (One Chase Manhattan Plaza) であったが、所有者の変更に伴い現在の住所による名称に改名された。

## 概要
このビルは1957年に着工し1961年に竣工した。地上60階、地下5階建てとなっている。全高は248メートル (813 ft) で、ニューヨーク市で17番目に高いビルかつアメリカ合衆国で43番目に高いビル、世界で200番目に高いビルとなっている。
パイン・ストリート (Pine Street)、リバティ・ストリート (en)、ナッソー・ストリートおよびウィリアム・ストリートに囲まれている。
このビルの様式はインターナショナル・スタイルで、ファサードは白い鋼鉄製、窓の下側は黒いパターンとなっている。スキッドモア・オーウィングズ・アンド・メリルのゴードン・バンシャフトによる設計で、同じ建築事務所によるシカゴのインランド・スティール・ビル (en) と類似のデザインが採用されている。
このビルのロビーには、ニューヨーク市地下鉄2 3 系統の列車のウォール・ストリート駅の入り口が直結している。また、この駅の地下構内では、4 5 系統の列車のウォール・ストリート駅およびJ Z 系統の列車のブロード・ストリート駅とも接続している。

## 歴史
当時のチェース・マンハッタン・バンクの頭取であり、ロックフェラー家の現在の当主であるデイヴィッド・ロックフェラーがこのビルの建設を主導した。多くの企業がオフィスをミッドタウンに移したために衰退してしまったファイナンシャル・ディストリクトを再び活性化するために、この場所が建設地に選ばれた。ワン・チェース・マンハッタン・プラザは、"ロックフェラー・バンク" (Rockefeller Bank) の後身であるJPモルガン・チェースがオフィスとして使用している。
当初は、その主要テナントとしてwhite shoe firm, Milbank, Tweed, Hadley & McCloy（後にこの銀行のメインの屋外相談所）, Davis Polk & WardwellおよびCravath, Swaine & Mooreが入っていた。Davis PolkとCravathは1990年代にミッドタウンへ移転したが、Milbankは現在も入居し続けている。
ワン・チェース・マンハッタン・プラザは、"巨大な鋼鉄フレームの長方形"のような外観をした全高813 ft (248 m)のビルで、地下を除く総床面積は1,800,000平方フィート (170,000 m2)である。地下の総床面積は600,000平方フィート (56,000 m2)で、トラックの搬入口や機械設備室、金庫室（保管室）、チェース・マンハッタン・バンクの支店とカフェテリアがある。このビルはアルミニウムパネル（その耐久性と性能により選ばれた）で覆われており、ファサードは方立と柱で囲まれている。柱の厚さは約3 by 5フィート (0.91 by 1.52 m)で、およそ29フィート (8.8 m)間隔で並んでいる。この柱は、長方形のビルの敷地の長い方の辺に沿って、ビルより先の方まで配置されている。ビルの短い側に沿った柱の上のカンチレバーがフロアを支えている。
このビルは周辺の建築物とは外観が大きく異なっているため、非常によく目立つ。他のビルは古い様式で建てられており、外壁はガラス張りではなく石やレンガのものが多い。また細長いビルが多い中、このビルは幅広になっているのも特徴的である。この長方形のビルは計画段階から非対称であり、エレベータやサービス施設は中心からずらしてあり、幅45フィート (14 m)の事務施設が南に、個別オフィスと幅29フィート (8.8 m)の通路が北に配置されている。南北それぞれの広い空間は柱で遮られていないため工費は高くついたが、柱がない分 利用空間は6%ほど多くなっている。
ニューヨーク市歴史建造物保存委員会は、2008年にワン・チェース・マンハッタン・プラザをニューヨーク市ランドマークに指定した。2013年10月18日、JPモルガンはこのビルを7億2500万ドルで中国の投資会社復星集団へ売却した。2015年に、ビルの名称がワン・チェース・マンハッタン・プラザから28 リバティ・ストリートに変更された。

## テナント

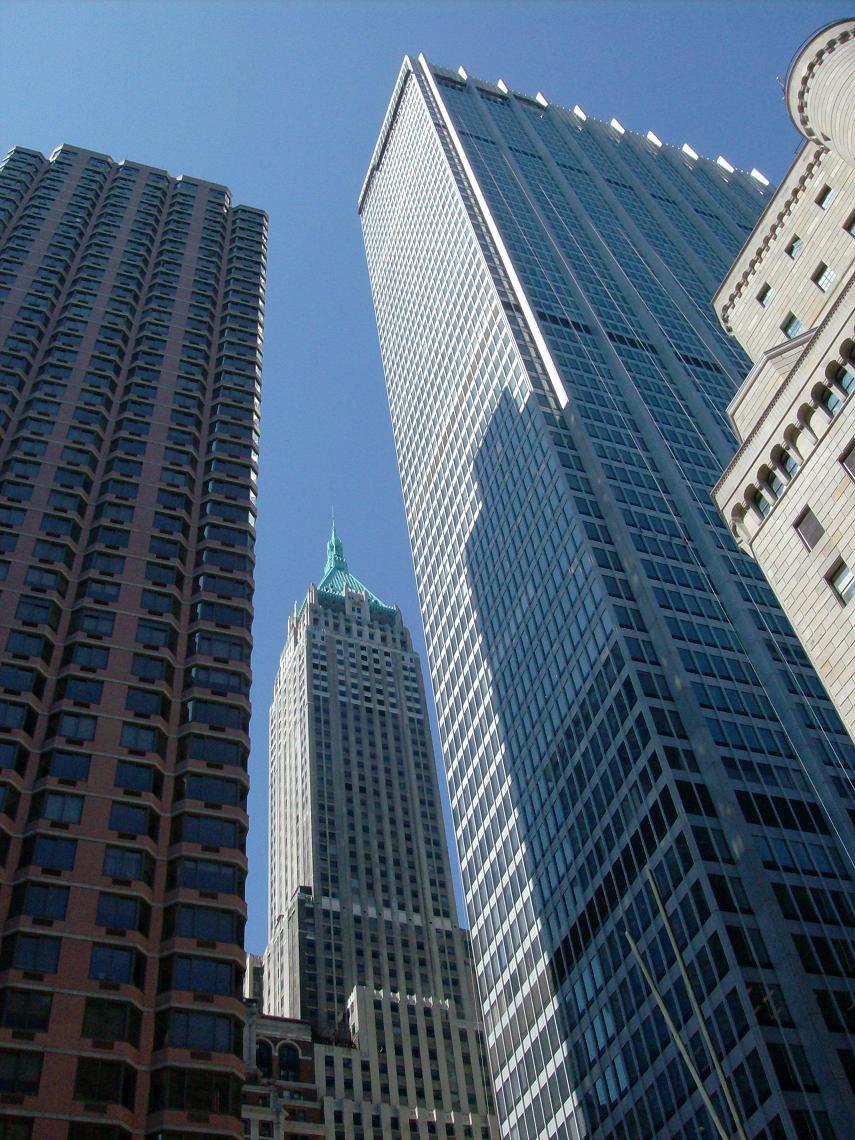
ワン・チェース・マンハッタン・プラザ（右）と40 ウォール・ストリート（左）

- Allianz Global Corporate & Specialty[6]
- en:Assurant
- JPモルガン・チェース
- en:Milbank, Tweed, Hadley & McCloy[7]
- en:MSCI